# کارلوس ادواردو مارکز
کارلوس ادواردو مارکز بازیکن فوتبال اهل برزیل است .